# Província Livre de Guayaquil
A Província Livre de Guayaquil foi estabelecida entre 1820 e 1822 com a independência da província de Guayaquil da monarquia espanhola. A província livre teve um governo e constituição provisórios até a anexação militar de Simón Bolívar à Grã-Colombia em 1822, após a vitória decisiva na Batalha de Pichincha, que permitiu a independência da Presidência de Quito. Seu sucessor foi o Departamento de Guayaquil, que fez parte da Grã-Colombia. A província espanhola de Guayaquil foi separada do Vice-Reino do Peru e naqueles dias dependia somente, em termos legais, do tribunal da Real Audiência de Quito. Cerca de uma década depois, os departamentos de Guayaquil, Azuay e Equador separam-se da Grã-Colômbia formando o que hoje é o Equador.